# Jogos Pan-Arábicos de 1985
Os Jogos Pan-Arábicos de 1985 foram a sexta edição dos Jogos Pan-Arábicos. Realizados pela segunda vez no Marrocos, desta vez na capital Rabat, os Jogos contaram com a presença de cerca de 3400 atletas de 21 países. Pela primeira vez foi aceita a participação de mulheres.
Como na maioria das edições até então, a liderança do quadro de medalhas coube aos donos da casa.

## Países participantes
| - Arábia Saudita - Argélia - Djibuti - Bahrein - Emirados Árabes Unidos - Iêmen do Norte - Iêmen do Sul | - Iraque - Jordânia - Kuwait - Líbano - Líbia - Marrocos - Mauritânia | - Omã - Palestina - Catar - Síria - Somália - Sudão - Tunísia |

## Modalidades

### Masculinas
| - Atletismo - Basquetebol - Boxe - Ciclismo - Futebol (detalhes) - Ginástica | - Golfe - Halterofilismo - Handebol - Hipismo - Judô - Luta olímpica | - Natação - Polo aquático - Tênis - Tênis de mesa - Vela - Voleibol |

### Femininas
- Atletismo
- Basquetebol
- Ginástica
- Natação
- Tênis
- Tênis de mesa
- Voleibol

## Quadro de medalhas

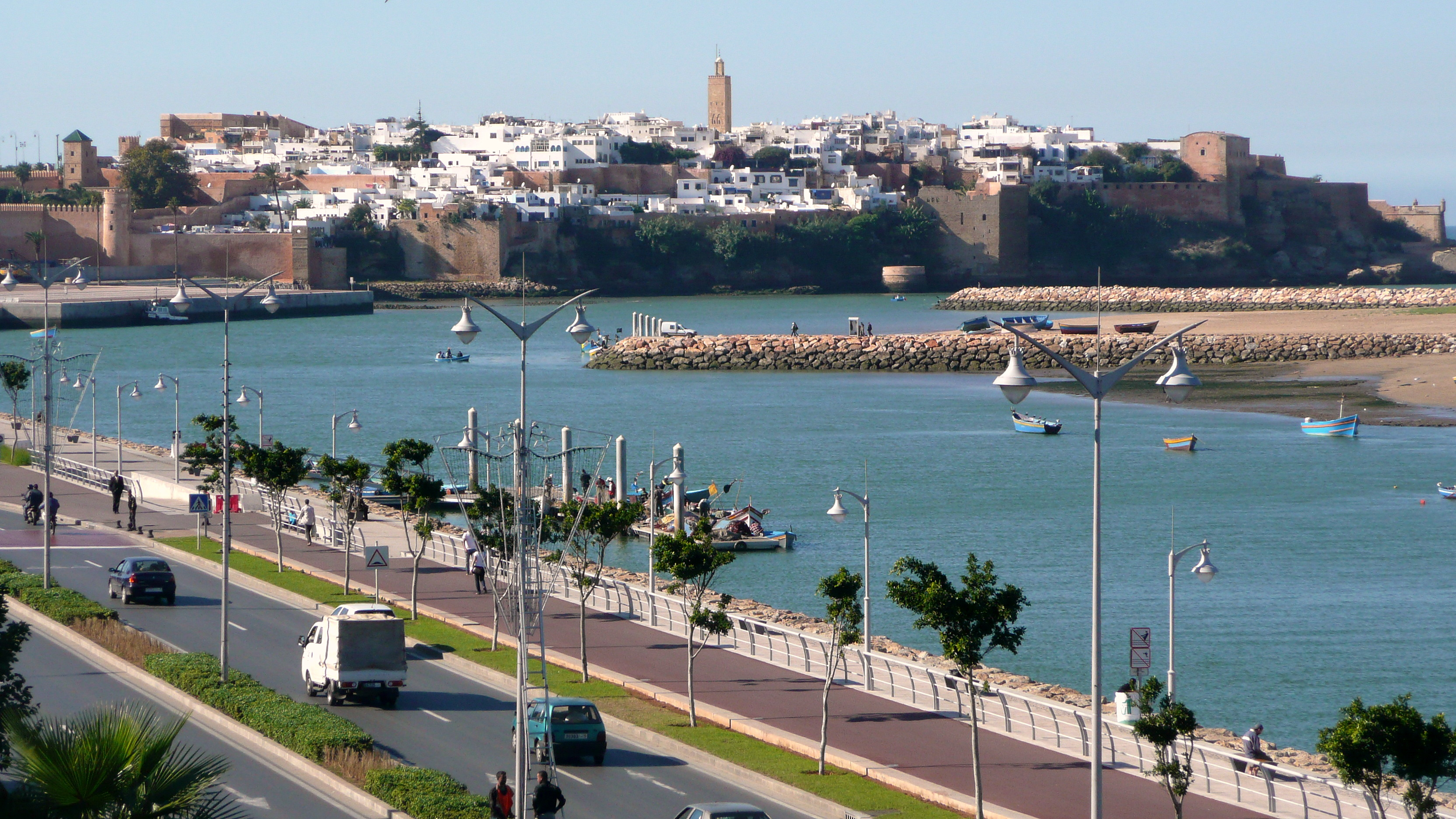
Vista de Rabat, Marrocos

| Ordem | País           | Medalha de ouro | Medalha de prata | Medalha de bronze | Total |
| ----- | -------------- | --------------- | ---------------- | ----------------- | ----- |
| 1     | Marrocos       | 57              | 38               | 22                | 127   |
| 2     | Tunísia        | 40              | 25               | 25                | 90    |
| 3     | Iraque         | 20              | 20               | 16                | 56    |
| 4     | Argélia        | 15              | 40               | 42                | 97    |
| 5     | Síria          | 9               | 14               | 29                | 52    |
| 6     | Líbia          | 6               | 5                | 1                 | 12    |
| 7     | Bahrein        | 4               | 1                | 0                 | 5     |
| 8     | Líbano         | 2               | 2                | 3                 | 7     |
| 9     | Catar          | 2               | 2                | 2                 | 6     |
| 10    | Sudão          | 1               | 1                | 0                 | 2     |
| 11    | Arábia Saudita | 1               | 0                | 8                 | 9     |
| 12    | Iêmen do Norte | 1               | 0                | 1                 | 2     |
| 13    | Jordânia       | 1               | 0                | 0                 | 1     |
| 14    | Somália        | 0               | 4                | 1                 | 5     |
| 15    | Kuwait         | 0               | 3                | 16                | 19    |
| 16    | Palestina      | 0               | 1                | 3                 | 4     |
| 17    | Djibuti        | 0               | 1                | 0                 | 1     |